# Tremors
Tremors (titulada: Temblores en España y Terror bajo la tierra en Hispanoamérica) es una película estadounidense de ciencia ficción, terror y comedia de 1990, dirigida por Ron Underwood y protagonizada por Kevin Bacon, Fred Ward, Finn Carter, Michael Gross y Reba McEntire.
Es la primera de una saga de siete películas y también se creó una serie de televisión homónima. Kevin Bacon trabajó en agosto de 2016 con Amazon para lanzar una nueva serie basada únicamente en la película de 1990, aunque después de producido el episodio piloto se decidió cancelar el proyecto. El actor hubiera regresado en el papel de Valentine McKee.

## Argumento

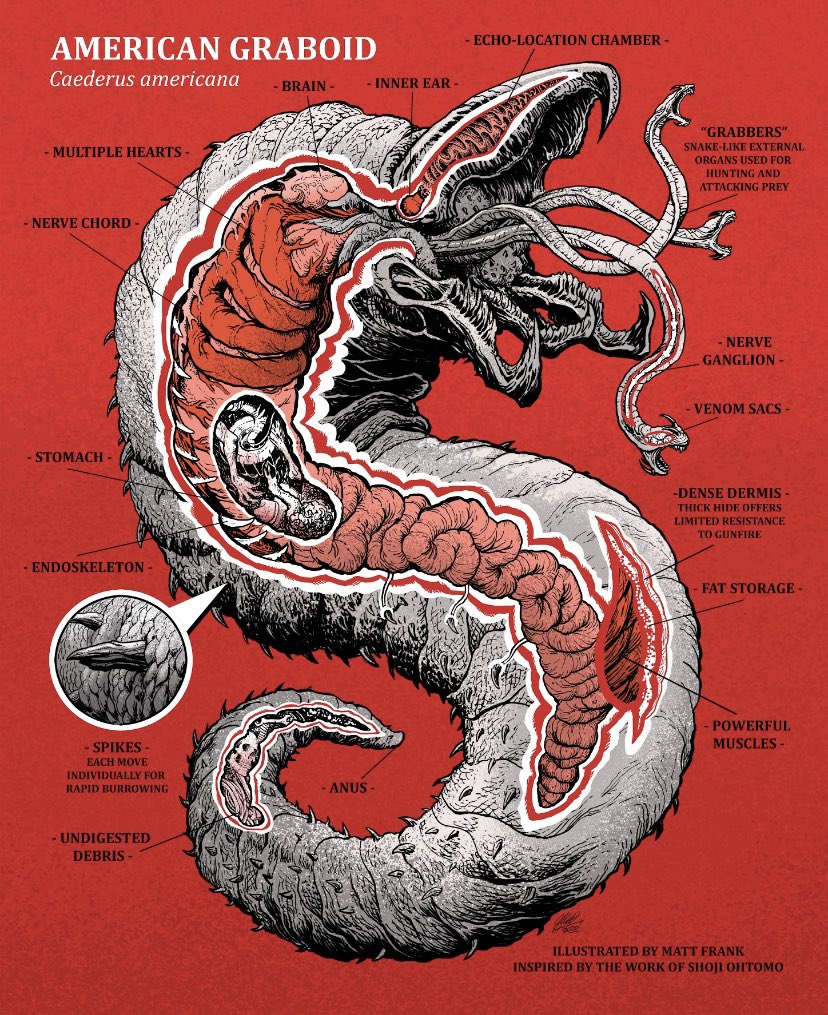
Ilustración promocional del lanzamiento en Blu Ray.

Valentine "Val" McKee y Earl Bassett son trabajadores de mantenimiento que trabajan en Perfection, Nevada, un asentamiento aislado en el alto desierto al este de las montañas de Sierra Nevada. Cansados de su trabajo, se marchan a Bixby, la ciudad más cercana. Mientras se marchan, descubren el cadáver de otro residente, Edgar Deems, encaramado a una torre eléctrica, todavía agarrado a los travesaños de la torre y a su rifle. Jim Wallace, el médico del pueblo, determina que Edgar murió de deshidratación, al parecer por miedo a bajar.
Más tarde, una criatura invisible mata al pastor Fred y a su rebaño de ovejas. Val y Earl descubren su cabeza cortada y creen que un asesino en serie anda suelto. Dos obreros de la construcción ignoran la advertencia de Val y Earl y son asesinados por la misma criatura, provocando un desprendimiento de rocas. Val y Earl intentan encontrar ayuda después de avisar a los residentes, pero descubren que las líneas telefónicas están cortadas y que el desprendimiento de rocas ha bloqueado la única carretera para salir del pueblo. Fuera de su vista, una criatura parecida a una serpiente se enrosca alrededor del eje trasero de su camión, pero es destrozada cuando Val pisa el acelerador y se aleja, y es descubierta cuando regresan al pueblo.
Val y Earl piden prestados unos caballos para ir a Bixby en busca de ayuda. Encuentran la camioneta enterrada de Wallace y su mujer cerca de su caravana, pero la pareja ha desaparecido (asesinada la noche anterior). A medida que avanzan, un enorme monstruo excavador parecido a un gusano sale repentinamente de la tierra, revelando que la criatura parecida a una serpiente es una de las muchas "lenguas" tentaculares del gusano. Arrojados de sus caballos, los hombres huyen perseguidos por el monstruo. La persecución termina cuando la criatura sin ojos se estrella contra el muro de hormigón de un acueducto, muriendo por el impacto. Rhonda LeBeck, una estudiante de posgrado que realiza pruebas sismológicas en la zona, tropieza con la escena; deduce de lecturas anteriores que hay otros tres gusanos en la zona. Rhonda, Val y Earl pasan la noche atrapados en un grupo de rocas cerca de uno de los gusanos y suponen que las criaturas cazan a sus presas detectando las vibraciones sísmicas. El trío encuentra entonces unos postes desechados y los utiliza para saltar con pértiga sobre las rocas cercanas, llegando finalmente a la camioneta de Rhonda y escapando.
Cuando los tres regresan a la ciudad, los gusanos atacan y matan al propietario del almacén Walter Chang, obligando a todos a esconderse en los tejados de la ciudad. Mientras tanto, la pareja de supervivientes Burt y Heather Gummer consiguen matar a una de las criaturas tras atraerla involuntariamente a su arsenal del sótano. En el pueblo, los dos gusanos restantes atacan los cimientos de los edificios, derriban un remolque perteneciente a Nestor antes de arrastrarlo y devorarlo. Al darse cuenta de que no pueden permanecer más tiempo en el pueblo, Earl, Rhonda y Miguel distraen a los monstruos mientras Val se hace con una cargadora de orugas y encadena un semirremolque a la parte trasera; los supervivientes lo utilizan para intentar escapar a una cordillera cercana. En el camino, los dos gusanos crean una trampa que inutiliza el cargador de orugas y los supervivientes huyen a unas rocas cercanas para ponerse a salvo. Earl tiene entonces la idea de atraer a los gusanos y engañarlos para que se traguen las bombas de tubo caseras de Burt. La estrategia consigue matar a un gusano, pero el último escupe una bomba hacia los supervivientes, obligándolos a dispersarse mientras la explosión destruye todas las bombas, con excepción de una.
Val atrae al último gusano para que le persiga hasta el borde de un acantilado y hace explotar la bomba que queda detrás, asustando al gusano para que se lance a través de la pared del acantilado, donde cae en picado hacia unas rocas puntiagudas, matándolo en el acto. El grupo regresa a la ciudad, donde llaman a las autoridades para que inicien una investigación, mientras Earl anima a Val a iniciar una relación romántica con Rhonda.

## Reparto
| Intérprete        | Personaje         |
| ----------------- | ----------------- |
| Kevin Bacon       | Valentine McKee   |
| Fred Ward         | Earl Bassett      |
| Finn Carter       | Rhonda LeBeck     |
| Michael Gross     | Burt Gummer       |
| Reba McEntire     | Heather Gummer    |
| Victor Wong       | Walter Chang      |
| Robert Jayne      | Melvin Plug       |
| Ariana Richards   | Mindy Sterngood   |
| Charlotte Stewart | Nancy Sterngood   |
| Tony Genaro       | Miguel            |
| Richard Marcus    | Nestor Cunningham |
| Sunshine Parker   | Edgar Deems       |
| Conrad Bachmann   | Jim Wallace       |
| Bibi Besch        | Megan Wallace     |

## Recepción

### Taquilla
Tremors logró una gran recepción en taquilla, contando con un presupuesto de $11,000,000 millones de dólares y logrando recaudar $16,7 millones de dólares en su totalidad en Estados Unidos.

### Crítica
Tremors recibió reseñas generalmente positivas tanto de la crítica especializada como de la audiencia. En el portal de críticas Rotten Tomatoes, la película obtuvo una aprobación del 86%, con un puntaje de 7.1/10, basado en 44 reseñas, mientras que por parte de la audiencia obtuvo una aprobación del 72%, con un puntaje promedio de 3.8/5, basado en 240,137 reseñas. El consenso crítico del sitio dice: "Un afectuoso retroceso a las características de las criaturas de la década de 1950, Tremors revitaliza sus tropos de género con una combinación finamente equilibrada de terror y humor".
En el sitio web Metacritic la película tiene una puntuación de 65/100, indicando "reseñas generalmente favorables".